# Rugi pruskie

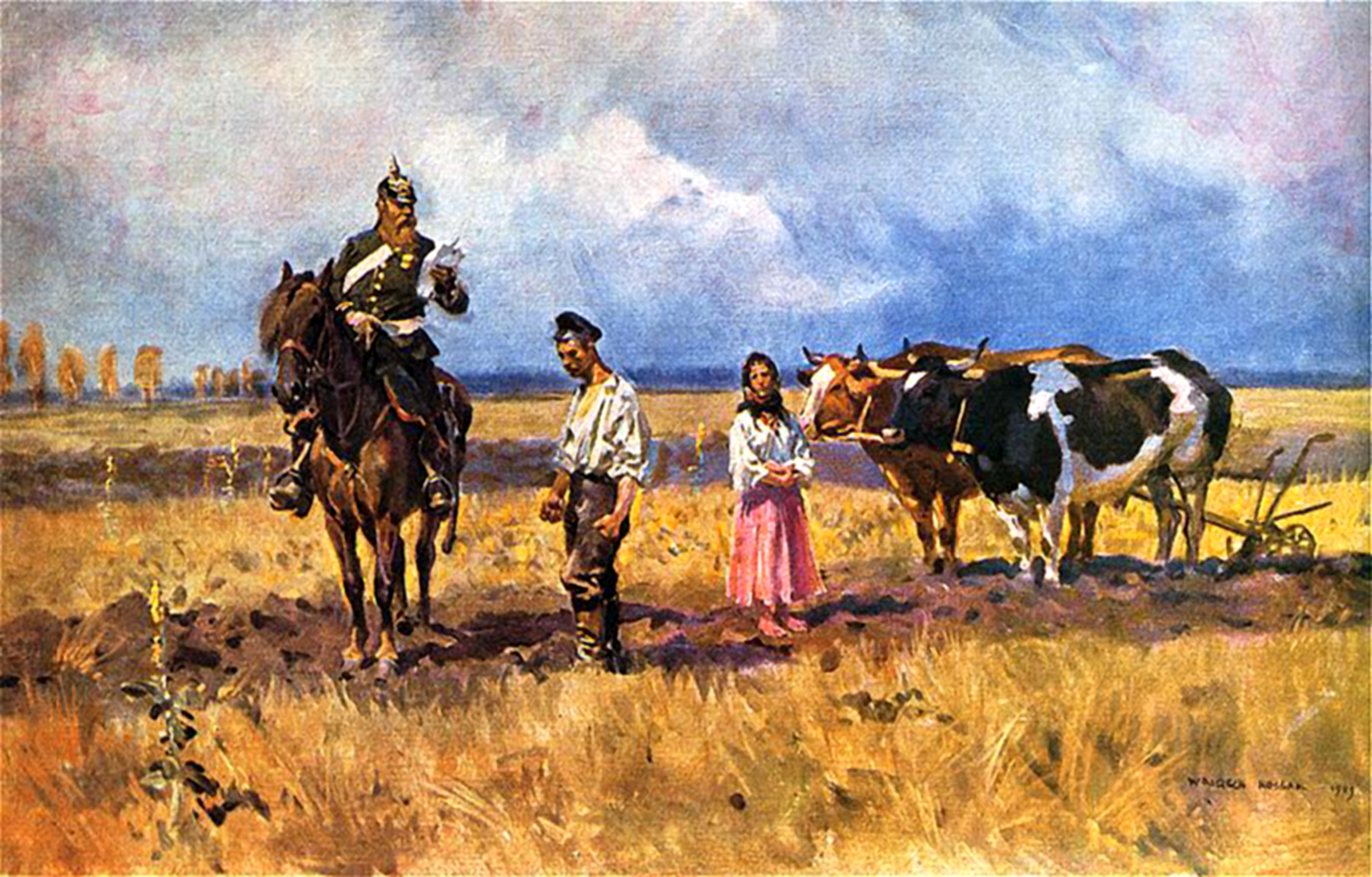
Rugi pruskie – obraz Wojciecha Kossaka (1909)

Rugi pruskie – masowe wysiedlenia Polaków i Żydów z paszportem rosyjskim i austriackim z Prus w latach 1885–1890. 
Osoby wysiedlone zamieszkiwały tam jako emigranci ekonomiczni przybyli z terytoriów Imperium Rosyjskiego i Austrii (zaboru rosyjskiego i austriackiego Polski pod zaborami) i nie nabyły obywatelstwa niemieckiego w okresie, gdy Prusy utworzyły Cesarstwo Niemieckie w 1871 r. Wysiedlenia te były przeprowadzone w sposób niehumanitarny i na zasadzie dyskryminacji etnicznej. W polskiej tradycji stały się jednym z symboli antypolskiej polityki Cesarstwa Niemieckiego i jego kanclerza Ottona von Bismarcka.

## Tło historyczne
Rolnictwo we wschodnich prowincjach Prus było w dużym stopniu oparte na wielkoobszarowych latyfundiach posiadanych przez niemieckich obszarników – junkrów. Potrzebowali oni taniej siły roboczej i zatrudniali tysiące imigrantów – Polaków z zaboru rosyjskiego i austriackiego. Podobnie rosnący przemysł Górnego Śląska przyciągał imigrantów z tych zaborów. Nie odnotowano antyniemieckiej działalności ze strony tych imigrantów. Napływowi Polaków sprzyjał jednoczesny odpływ miejscowej ludności, tak niemieckiej jak polskiej, do zachodnich, bardziej rozwiniętych części Niemiec (Ostflucht). Jednakże ten napływ Polaków do wschodnich prowincji Prus wzbudził niepokój nacjonalistycznych kół niemieckich, w tym Ottona von Bismarcka, kanclerza Cesarstwa Niemieckiego.

## Rozporządzenie o wysiedleniu z 1885 roku i jego wykonanie

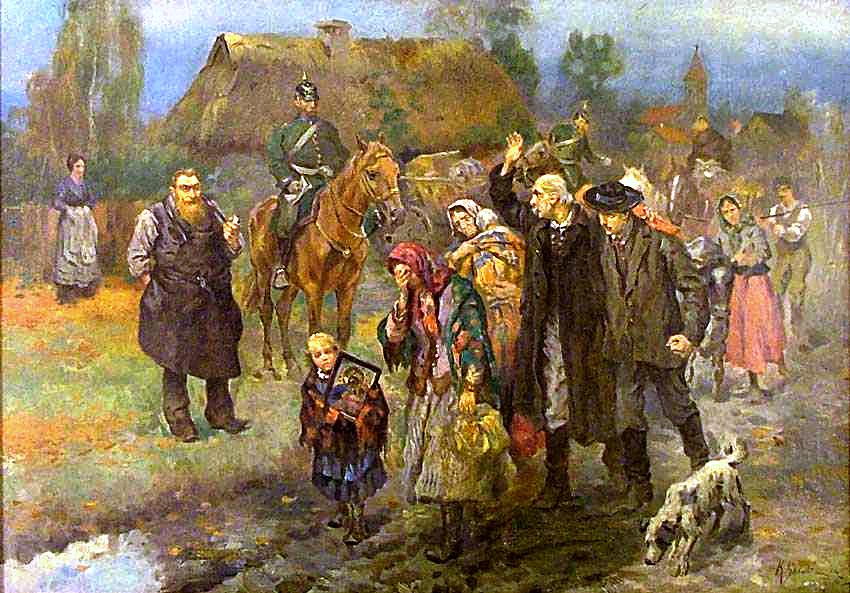
Rugi pruskie (mal. Konstanty Górski, 1915)

26 marca 1885 roku minister spraw wewnętrznych Prus nakazał władzom prowincjonalnym wysiedlić za granicę Niemiec wszystkich Polaków i Żydów mających obywatelstwo rosyjskie. W lipcu 1885 roku rozporządzenie o wysiedleniu zostało rozszerzone na obywateli austriackich. Ponadto władze prowincjonalne zostały zobowiązane do baczenia, aby w przyszłości na tych terenach nie osiedlali się „niepożądani cudzoziemcy”
Rozporządzenie wykonano z całą brutalnością. Wysiedlenie objęło osoby, które przywykły uważać Prusy za miejsce stałego zamieszkania, niejednokrotnie od wielu lat, które niejednokrotnie odbyły służbę wojskową w pruskiej armii, niezależnie od stanu zdrowia, łącznie ze starcami, dziećmi i kobietami. Pędzono ich masowo w stronę wschodniej granicy pod ciosami kolb karabinowych eskortujących żandarmów. Odnotowano wypadki śmiertelne, gdyż wysiedlenie prowadzono także w okresie zimy.
W początkowych miesiącach zostało wysiedlonych prawie 26 tysięcy osób, głównie robotników i rzemieślników zamieszkałych we wschodnich prowincjach Prus. Wysiedlenia kontynuowano w następnych latach i do 1890 roku liczba wysiedlonych przekroczyła 30 tys. osób. Do 1890 roku granica Prus była zamknięta dla imigrantów narodowości polskiej.
| kwartał  | Król. Pol. | Galicja | OGÓŁEM |
| -------- | ---------- | ------- | ------ |
| III 1885 | 922        | 0       | 922    |
| IV 1885  | 375        | 1133    | 1508   |
| I 1886   | 301        | 787     | 1087   |
| II 1886  | 778        | 903     | 1681   |
| III 1886 | 392        | 358     | 750    |
| IV 1886  | 222        | 97      | 319    |
| I 1887   | 72         | 42      | 114    |
| II 1887  | 66         | 7       | 73     |
| III 1887 | 31         | 13      | 44     |
| razem    | 3159       | 3340    | 6498   |

Wykonywanie rozporządzenia o wysiedleniu obywateli Imperium Rosyjskiego i Austro-Węgier z Górnego Śląska rozpoczęło się de facto w czerwcu roku 1885 i trwało około dwóch lat. Sprawozdania landratów górnośląskich raportują liczby wysiedlonych na podstawie rozporządzenia z 26 marca dopiero od III kwartału 1885 (922 osoby do Królestwa Polskiego i ani jednej do Galicji) do III kwartału 1887 (odpowiednio 31 i 13 osób). W szczytowym okresie rugów na Górnym Śląsku (do II kwartału 1886) wysiedlano z Górnego Śląska od tysiąca do ponad półtora tysiąca osób kwartalnie, jak w tabeli obok.
Znamienne jest, że wysiedlenia dokonane w wyniku tego rozporządzenia nie wpłynęły korzystnie na poziom płac pozostających na miejscu pracowników-obywateli Prus, choć jednym z oficjalnych argumentów przemawiających za przyjęciem tego rozwiązania była ochrona miejsc pracy zagrożonych przez napływowych pracowników zagranicznych. Według oficjalnych bowiem danych sporządzonych dla Górnego Śląska, w pierwszych dwóch latach po wprowadzeniu rugowania obcokrajowców średnie płace nominalne zamiast wzrosnąć – spadły w porównaniu z latami 1884 i 1885 (tab. poniżej).
| 1884      | 1885      | 1886      | 1887      | 1888      | 1889      |
| --------- | --------- | --------- | --------- | --------- | --------- |
| 540,68 mk | 542,22 mk | 531,80 mk | 540,65 mk | 556,57 mk | 595,61 mk |

## Reakcja opinii publicznej
Wysiedlenia wywarły duże wrażenie na opinii publicznej Polski, Niemiec i Europy. Nawet niektórzy zadeklarowani przeciwnicy Polski wyrazili swoje oburzenie. Np. Alfred von Waldersee zgodził się zasadniczo z koniecznością wysiedleń, ale stwierdził, że w poszczególnych wypadkach zastosowano „niewiarygodną srogość” (niem. unglaubliche Härte). Schweinitz, ówczesny ambasador niemiecki w Imperium Rosyjskim, wyraził swoją refleksję: „Gdy wielki kanclerz pewnego dnia ustąpi, wielu ludzi będzie się wówczas wstydzić i wzajemnie zarzucać sobie nikczemność, z jaką płaszczyli się przed jego potężną wolą. Mnie dotyka najbardziej niemądre i niepotrzebnie okrutne rozporządzenie o wydaleniach”.
Sprawa została wniesiona pod obrady Reichstagu. Polscy posłowie złożyli interpelację, która została poparta przez partię Centrum, Socjaldemokratyczną Partię Niemiec i partię postępową. Przywódca Socjaldemokratycznej Partii Niemiec Wilhelm Liebknecht wezwał kanclerza do wycofania kroków, które mogą spowodować komplikacje międzynarodowe i ściągnąć środki odwetowe na Niemców zamieszkałych za granicą. Postępowiec Ansfeld przedłożył rezolucję stwierdzającą, że wysiedlenia nie są uzasadnione interesem narodowym, są sprzeczne z zasadami humanitarnymi i stwarzają zagrożenie dla dobra obywateli Rzeszy. Ludwig Windthorst z partii Centrum przedłożył uzupełniający wniosek w tym samym sensie. 16 stycznia 1886 roku parlament potępił wysiedlenia znaczną większością głosów. Jednakże uchwała parlamentu została zlekceważona przez rząd pruski.
Podobna interpelacja została zgłoszona w sejmie Prus przez posłów polskich i partię Centrum, lecz nie uzyskano tu większości dla przegłosowania potępienia wysiedleń, gdyż w sejmie pruskim siły polityczne o orientacji antypolskiej były reprezentowane znacznie mocniej niż w parlamencie Cesarstwa Niemieckiego.

## Wpływ na stosunki niemiecko-rosyjskie
Od 1815 roku panowały dobre stosunki pomiędzy Prusami i Imperium Rosyjskim. W latach osiemdziesiątych XIX wieku wystąpił reakcyjny i bardziej nacjonalistyczny trend w polityce rosyjskiej. Pogorszył się stosunek do mniejszości narodowych, lecz dała się zauważyć nowa tendencja – negatywny stosunek do Niemców bałtyckich (pochodzących z pozostających pod władzą rosyjską Łotwy i Estonii), którzy tradycyjnie wiernie służyli rządowi rosyjskiemu. Wystąpił także negatywny stosunek rządu i części opinii publicznej (panslawistów) do zarówno Niemców urodzonych i zamieszkałych w Rosji, jak i niemieckich kolonistów, którzy przybywali do Rosji i osiedlali się jako rolnicy na ziemiach polskich zaboru rosyjskiego.
Mając na uwadze te okoliczności, ambasador Schweinitz odradzał Bismarckowi wysiedlenia, przewidując że sprowokują one zwolenników panslawizmu i pociągną za sobą represje wobec niemieckich osadników w Rosji.
Wysiedlenia zasadniczo spotkały się z dezaprobatą kręgów rządowych Rosji. Dmitrij Tołstoj, konserwatysta i minister spraw wewnętrznych, uznawał antypolską motywację Bismarcka i starał się o dobre przyjęcie dla tych wydarzeń w Rosji, lecz nieoficjalnie dał do zrozumienia ambasadorowi Schweinitzowi, że Bismarck popełnił poważny błąd, gdyż takie kroki były niepotrzebne. Także Nikołaj de Giers, minister spraw zagranicznych Rosji, stwierdził, że Bismarck swoim postępowaniem rozjątrzył wrogie już uprzednio uczucia przeciw niemieckim kolonistom, dał przykład do naśladowania, rzucił zarodki nowych antagonizmów narodowych na przyszłość. Sam Bismarck wyraził ambasadorowi Schweinitzowi swoje rozczarowanie, stwierdzając że „Rosjanie wykazali z powodu naszych wydaleń mniej zadowolenia, niż oczekiwałem”.
Wkrótce potem rząd rosyjski nałożył ograniczenia prawne na nabywanie i dzierżawę ziemi przez Niemców w Rosji, tym samym ograniczając niemiecki ruch kolonizacyjny w zaborze rosyjskim.
W ten sposób, wbrew pierwotnym intencjom Bismarcka, wysiedlenia przyczyniły się do pogorszenia stosunków niemiecko-rosyjskich, do erozji tradycyjnej współpracy pomiędzy tymi państwami i sprzyjały procesom zwrotu w polityce Rosji, który ostatecznie doprowadził do utworzenia sojuszu francusko-rosyjskiego, będącego zaczątkiem Ententy, która powaliła Cesarstwo Niemieckie podczas I wojny światowej w 1918 roku.

## Złagodzenie polityki wysiedleń w 1890 roku
Z upływem czasu przeważyło zapotrzebowanie niemieckich właścicieli ziemskich i przemysłu na tanią siłę roboczą, zatem polityka rządu pruskiego w tej sprawie musiała ulec złagodzeniu. W 1890 roku wydano nowe rozporządzenie, dozwalające na zatrudnianie obcokrajowców narodowości polskiej, z wyjątkiem okresów pomiędzy 20 grudnia a 1 stycznia każdych kolejnych lat, które to posunięcie miało na celu zmuszanie robotników do okresowego powracania za granicę i zachowania przez nich w ten sposób statusu robotników sezonowych oraz przerywania ciągłości zamieszkania w Prusach. Taki system corocznych wysiedleń zimowych był dostosowany do potrzeb właścicieli ziemskich, lecz szkodliwy dla przemysłu Górnego Śląska, gdzie przemysłowcy zwykli nie przestrzegać rozporządzenia przy milczącym przyzwoleniu władz lub powodowali jego okresowe zawieszanie. Przyjmowano tylko osoby stanu wolnego i miały one być odseparowane od miejscowej ludności polskiej.

## Inne wysiedlenia obcokrajowców z Królestwa Prus
Rugi pruskie, które dotknęły pod koniec XIX wieku w najsilniejszym stopniu Polaków i Żydów – obywateli Królestwa Polskiego oraz Galicji, nie ograniczyły się jedynie do nich i do rejonów przez nich zamieszkanych, jak również nie tylko do okresu bezpośrednio po roku 1885. Kilka lat później, w wyniku akcji pruskiego ministra spraw wewnętrznych i nadprezydenta prowincji Szlezwik-Holsztyn Ernsta Köllera z roku 1898 w listopadzie i grudniu wysiedlono z tej prowincji znaczną liczbę mieszkających tam Duńczyków; w tym samym czasie wznowiono wysiedlenia na Śląsku (oprócz Polaków wysiedlano także Czechów i Słowaków, przy czym akcja tym razem objęła tylko poddanych austriackich); wysiedlano także Francuzów i Holendrów. Skutkiem tych działań były reakcje rządu duńskiego oraz premiera Austro-Węgier Franza Antona Thuna i pewne zaostrzenie się stosunków międzynarodowych.

## Dalsza polska imigracja do Prus do 1914 roku
Od roku 1905 półurzędowa agencja o nazwie „Centrala Robotników Rolnych” przejęła w swą gestię angażowanie robotników spoza granic Niemiec. Umowy o pracę dawały możliwość wielu nadużyć na szkodę robotników. Robotnik był marnie opłacany, wyzyskiwany i w praktyce zupełnie pozbawiony ochrony. Jednakże napływ kandydatów był zawsze ogromny i w przededniu I wojny światowej liczba robotników zagranicznych przekraczała 500 tysięcy osób, z czego 80% przybyłych z zaboru rosyjskiego. Około 200 tysięcy z nich pracowało we wschodnich prowincjach Prus. Przy niskim standardzie życiowym i intensywnej pracy, robotnik mężczyzna mógł zaoszczędzić ok. 100-150 marek rocznie, a kobieta ok. 50-100 marek rocznie.

## Miejsce w polskiej tradycji narodowej
Rugi pruskie stały się jednym z symboli antypolskiej polityki Cesarstwa Niemieckiego wobec Polski w okresie Polski pod zaborami.